# Chang Dongsheng
Chang Dongsheng ou Chang Tung Sheng (chinois simplifié : 常东升 ; chinois traditionnel : 常東昇 ; pinyin : cháng dōngshēng), né en 1908 et mort en 1986, est un des lutteurs de shuai jiao, le plus célèbre de république de Chine comme pratiquant mais aussi comme enseignant.
Il n'a jamais été vaincu dans des compétitions d'arts martiaux.
Lors de la révolution communiste il a quitté la Chine continentale pour l'île de Taïwan. Chang a enseigné pendant 30 ans comme instructeur senior (par décret présidentiel) à l'établissement universitaire de la Police nationale à Taipei.